# Незвідний елемент
Незвідним елементом в області R називається елемент, що не є оборотним в R, і з рівності p=bc, випливає, що або b, або c є оборотним елементом.  
Якщо p≠0 — простий елемент, тобто (p) — простий ідеал, то p є незвідним. Справді, тоді якщо p=ab маємо через простоту (p)  що, наприклад a ∈(p). Тоді маємо: a=px для деякого x, значить a=abx і bx=1, тобто b є оборотним. Зворотне в загальному випадку невірно, хоча виконується для довільного факторіального кільця. 

## Приклади
- Прості числа є незвідними елементами кільця цілих чисел.
- Незвідні многочлени є незвідними елементами кільця многочленів.
- В кільці {\displaystyle \mathbb {Z} [{\sqrt {-5}}]} квадратичних цілих чисел, число 3 є незвідним {\displaystyle (N(3)=9,} у цьому кільці немає елемента норма якого дорівнює 3 і оскільки {\displaystyle N(ab)=N(a)N(b),} то один з дільників має бути {\displaystyle \pm 1),} але не є простим оскільки число 9 може бути записане як {\displaystyle \left(2+{\sqrt {-5}}\right)\left(2-{\sqrt {-5}}\right)}.